# Аполлодор (селевкидский сатрап Сузианы)
Аполлодор (др.-греч. Ἀπολλόδωρος) — селевкидский сатрап Сузианы в последней четверти III века до н. э.
В 220 году до н. э., после подавления мятежа братьев Молона и Александра, селевкидский царь Антиох III Великий, по свидетельству Полибия, произвёл новые назначения на должности правителей верхних сатрапий. Сатрапом Сузианы стал Аполлодор.
Известно посвящение Аполлодора, сына Кратера, богине Ма. Возможно, что оно принадлежит наместнику Сузианы.